# 高星
高星(こう せい、高星、1996年6月14日 - ）は、中国の囲碁棋士。湖北省黄石市出身。中国囲棋協会所属、四段。全国囲棋個人戦優勝など。夫は囲碁棋士の楊一五段。

## 経歴
2011年全国囲棋少年児童戦女子少年組優勝、建橋杯女子囲棋公開戦、全国智力運動会出場。2012年初段、アジアインドア・マーシャルアーツゲームズ男女ペア戦、女子団体戦で優勝、Mlily夢百合杯世界囲碁オープン戦出場。2014年二段。2016年三段。2017年全国個人戦優勝、四段。2018年韓国女子リーグ出場、陋陽杯準優勝、建橋杯ベスト4。2019年黄龍士双登杯3人抜き、呉清源杯ベスト8。2020年1月、楊一五段と結婚。
女子甲級リーグに2014年から杭州市チームで出場。中国棋士ランキングでは、2019年に163位。

### 主な棋歴
国際棋戦
- アジアインドア・マーシャルアーツゲームズ 男女ペア戦優勝（彭立尭とペア）、女子団体戦優勝。
- 陋陽杯日中韓ペア碁名人選手権 2018年準優勝（連笑とペア）
- 国手山脈杯国際囲棋戦 2019年男女ペア戦準優勝（兪斌とペア）
- 黄龍士双登杯世界女子囲棋勝抜戦 2018年 3-1（○曺承亞、○謝依旻、○呉政娥、×万波奈穂）

国内棋戦等
- 全国囲棋個人戦 2017年1位、2018年4位
- 中国女子囲棋甲級リーグ戦
  - 2014年（杭州市囲棋隊）6-6
  - 2015年（杭州市囲棋隊）8-10
  - 2016年（杭州市囲棋隊）12-4
  - 2017年（杭州熱聯集団）9-6
  - 2018年（杭州雲林決破）7-9
  - 2019年（杭州雲林決破）12-5
  - 2020年（杭州雲林決破）
- 全国智力運動会 2019年女子団体戦3位（浙江チーム）
- 韓国女子囲碁リーグ
  - 2018年（麟蹄天空下）6-1
  - 2019年（ソウルEDGC）4-2

## 注
1. ↑  新浪网「杨一&高星喜结连理 组成“九段CP”」